# 長谷川明 (情報処理技術者)
長谷川 明（はせがわ あきら）は元京都情報大学院大学の教授である。
専門分野はERP(Enterprise Resource Planning企業資源計画) 、HPC(High Performance Computing) 負荷分散処理、並列処理である。

## 略歴
- 京都大学工学士
- SAP認定ソリューションアーキテクト（ビジネスプロセス統合）
- 元日本IBM株式会社主任・ITスペシャリスト

## 主要な研究論文
- “高速・高精度マトリクス計算法”，日本IBM，三菱電機共同研究成果報告書，1991
- 長谷川明，本城信光“化学計算プログラムATOMCIの並列処理化”，日本化学会，1992
- “産学連携による新科目「SAP ERP実習」”情報システム学会NAIS Journal Vol.5，pp.36-39，2010
- “ラーニング・アウトカムの測定”（共著），情報システム学会NAIS Journal Vol.8，pp.3-4，2013